# Anisoperas tessellata
Anisoperas tessellata là một loài bướm đêm trong họ Geometridae.